# کلم ساحلی
کلم ساحلی (نام علمی: Scaevola taccada) نام یک گونه از رده دولپه‌ای‌ها است.